# Hubert Selby
Hubert Selby Jr. (* 23. Juli 1928 in Brooklyn, New York; † 26. April 2004 in Los Angeles) war ein US-amerikanischer Schriftsteller. Berühmt wurde er vor allem durch seinen Roman Letzte Ausfahrt Brooklyn. Selby arbeitete auch als Drehbuchautor sowie in kleineren Rollen als Filmschauspieler.

## Leben

### Jugend, Lungenkrankheit
Selby verließ mit 15 Jahren die Schule, um bei der US-Handelsmarine anzuheuern. Dort steckte er sich mit Tuberkulose an. Er wurde im Alter von 18 Jahren nach Hause entlassen, weil er sterbenskrank war. Ein Lungenflügel musste ihm daher operativ entfernt werden. Selby verbrachte die nächsten zehn Jahre mit unterschiedlichen Lungenproblemen bettlägerig. 

### Schriftsteller
Körperlich unfähig, sich in diesem Zustand einen Lebensunterhalt etwa als Angestellter zu verdienen, beschloss er: Ich kann das Alphabet, vielleicht könnte ich Schriftsteller werden. Er fing an, Kurzgeschichten zu schreiben.
Den großen Erfolg – und Skandal – seines Romans Letzte Ausfahrt Brooklyn verkraftete er nicht. In Großbritannien wurde das Buch 1966 wegen Anstößigkeit verboten. Über das Buch sagte er: „Es ist kein Buch, welches jemand empfiehlt. Außer vielleicht anderen Schriftstellern.“

### Erneut Schwierigkeiten
Selby wurde trunksüchtig - und rauschgiftabhängig. Als er mit Heroin erwischt wurde, musste er ins Gefängnis. 
Nach der Entlassung war er tatsächlich suchtfrei und wandte sich einem neuen Leben in Los Angeles zu. 

### Familie
Selby war dreimal verheiratet und hatte vier Kinder.

## Werke
- Letzte Ausfahrt Brooklyn. Übersetzung aus dem Amerikanischen von Kai Molvig. („Last Exit to Brooklyn“, 1964). Rowohlt, Reinbek 1968, ISBN 3-499-11469-0.
- Mauern („The Room“, 1971). Rowohlt, Reinbek 1990, ISBN 3-499-11841-6.
- Der Dämon („The Demon“, 1976). Rowohlt, Reinbek 1980, ISBN 3-499-15295-9.
- Requiem für einen Traum („Requiem for a Dream“, 1978). Rowohlt, Reinbek 1992, ISBN 3-499-15512-5.
- Lied vom stillen Schnee („Song of the Silent Snow“, 1986). Ullstein, Frankfurt/M. 1991, ISBN 3-548-22489-X.
- Willow Tree („The Willow Tree“, 1998). Achilla-Presse, Hamburg 2000, ISBN 3-928398-59-8.
- Galgenfrist („Waiting Period“, 2002). Achilla-Presse, Hamburg 2004, ISBN 3-928398-88-1.

## Filmografie
Literarische Vorlage
- 1989: Letzte Ausfahrt Brooklyn
- 2000: Requiem for a Dream
- 2003: Fear X

Drehbuch
- 1986: Jour et Nuit